# Phil Dwyer (Musiker)

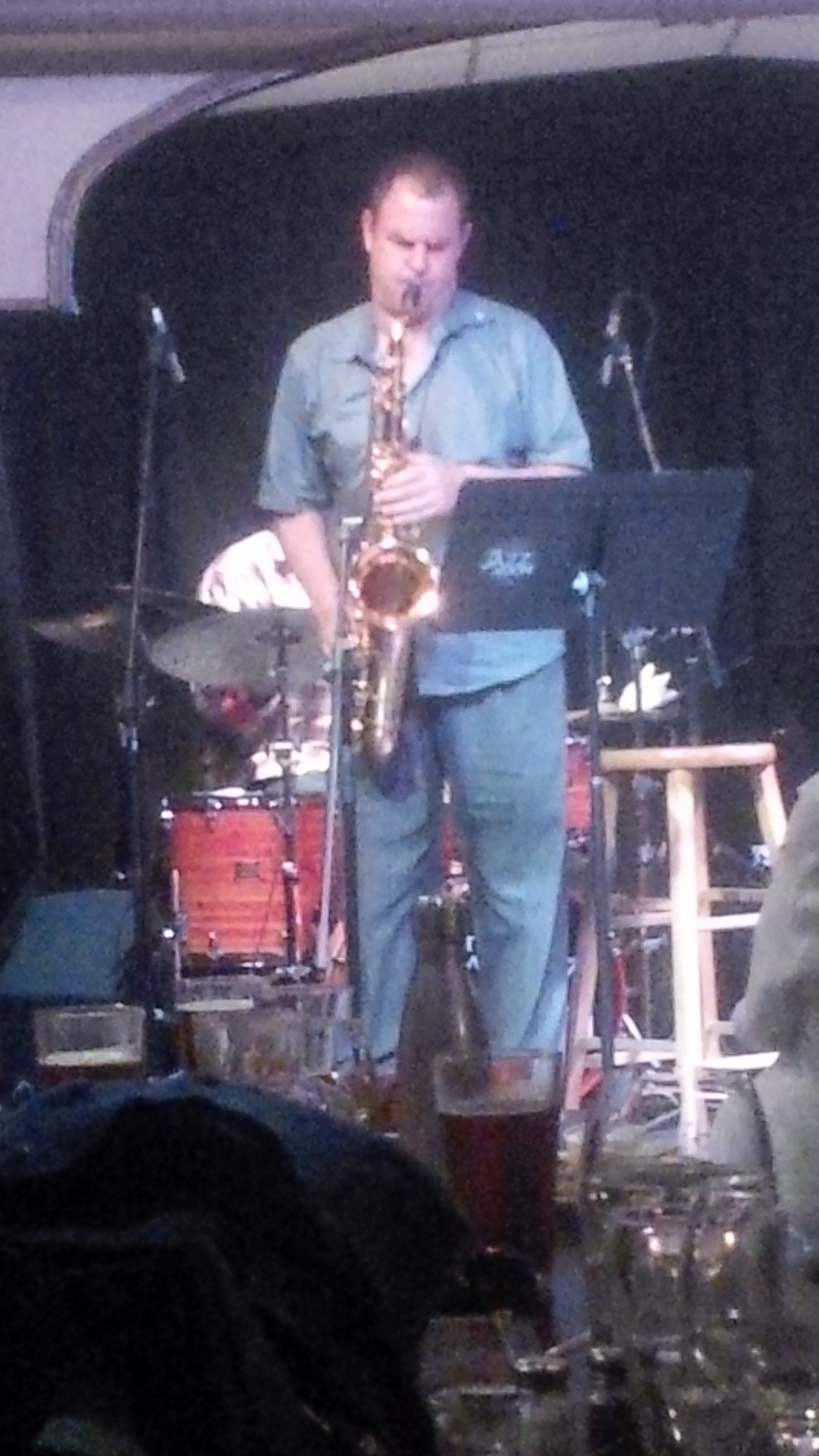
Phil Dwyer (2015)

Philip Richard „Phil“ Dwyer CM (* 17. Dezember 1965 in Duncan, British Columbia) ist ein kanadischer Jazzmusiker (Alt- und Tenorsaxophon, Piano, Komposition), Hörfunkmoderator und Jurist.

## Leben und Wirken
Dwyer machte in Kanada als Saxophon-Wunderkind von sich reden. Mit zwanzig Jahren wurde er professioneller Musiker. 1985 arbeitete er in New York im Trio von David Friesen. Er wurde Mitglied des Quintetts von Hugh Fraser und zog 1989 nach Toronto, wo er mit Dave Young, mit Doug Riley und mit Don Thompson Jazzbands leitete. 15 Jahre lang war er dort ein hochbeschäftigter Studiomusiker und Interpret; er arbeitete mit Aretha Franklin, Red Rodney, Randy Brecker, Tom Harrell, Jim Hall, Dave Holland, Marcus Belgrave, Renee Rosnes, Carol Welsman, Moe Koffman, John Handy, Molly Johnson, Guido Basso, Brian Buchanan und Rick Wilkins, ging aber auch mit Gino Vannelli auf Tournee. Mitte der 1990er Jahre studierte Dwyer Komposition und Orchestrierung bei Michael Colgrass. Er erhielt Kompositionsaufträge vom Gryphon Trio, Amici Chamber Ensemble, CBC Orchestra, Manitoba Chamber Orchestra, dem Hard Rubber Orchestra oder dem Art of Time Ensemble.
2004 kehrte er zur Westküste zurück, um von dort aus seine Auftritte, Aufnahmen und Tourneen durch Kanada und international fortzusetzen. Insbesondere arbeitete er in Gruppen von Kenny Wheeler, für den er auch arrangierte. Gemeinsam mit Ingrid Jensen tourte er durch Europa und Mexiko. Mit dem Schlagzeuger Alan Jones, mit dem er bereits zwischen 1987 und 1990 auf Tourneen war, (und dem Bassisten Rodney Whitaker) legte er 2006 das Album Let Me Tell You About My Day vor. Ein 2010 von Mark Fewer und der McGill University erteilter Auftrag führte zur Schaffung von Dwyers Komposition Changing Seasons, einem 40-minütigen Konzert für Sologeige und Jazz- und Streichorchester, das mit Geiger Marc Fewer uraufgeführt wurde und 2011 auf Tonträger bei Alma erschien. 2013 veröffentlichte Dwyer mit Thompson (am Klavier) das Duo-Album Look for the Silver Lining. Daneben kuratiert er Phil Dwyer’s Jazz Canada für CBC Radio Music.
Dwyer ist zudem als praktizierender Anwalt in einer Kanzlei in Nanaimo tätig, nachdem er bis 2017 an der University of New Brunswick und der University of Victoria Rechtswissenschaften studiert hat. Er ist Mitglied der Task Force für psychische Gesundheit der Law Society of British Columbia.

## Preise und Auszeichnungen
Dwyer ist auf zehn mit dem Juno Award ausgezeichneten Aufnahmen (mit Basso, Fraser, Thompson, Young und Roberto Occhipinti) zu hören. Für die Komposition Land of Sleepless Dreams, die er für das Amici Chamber Ensemble schrieb, erhielt er den K.M. Hunter Award für hervorragende Leistungen in den Künsten. 2013 wurde er für seinen Beitrag zum Jazz als Mitglied des Order of Canada ausgezeichnet. 2015 wurde er vom Royal Conservatory of Music zum Honorary Fellow ernannt.